# 병아리콩

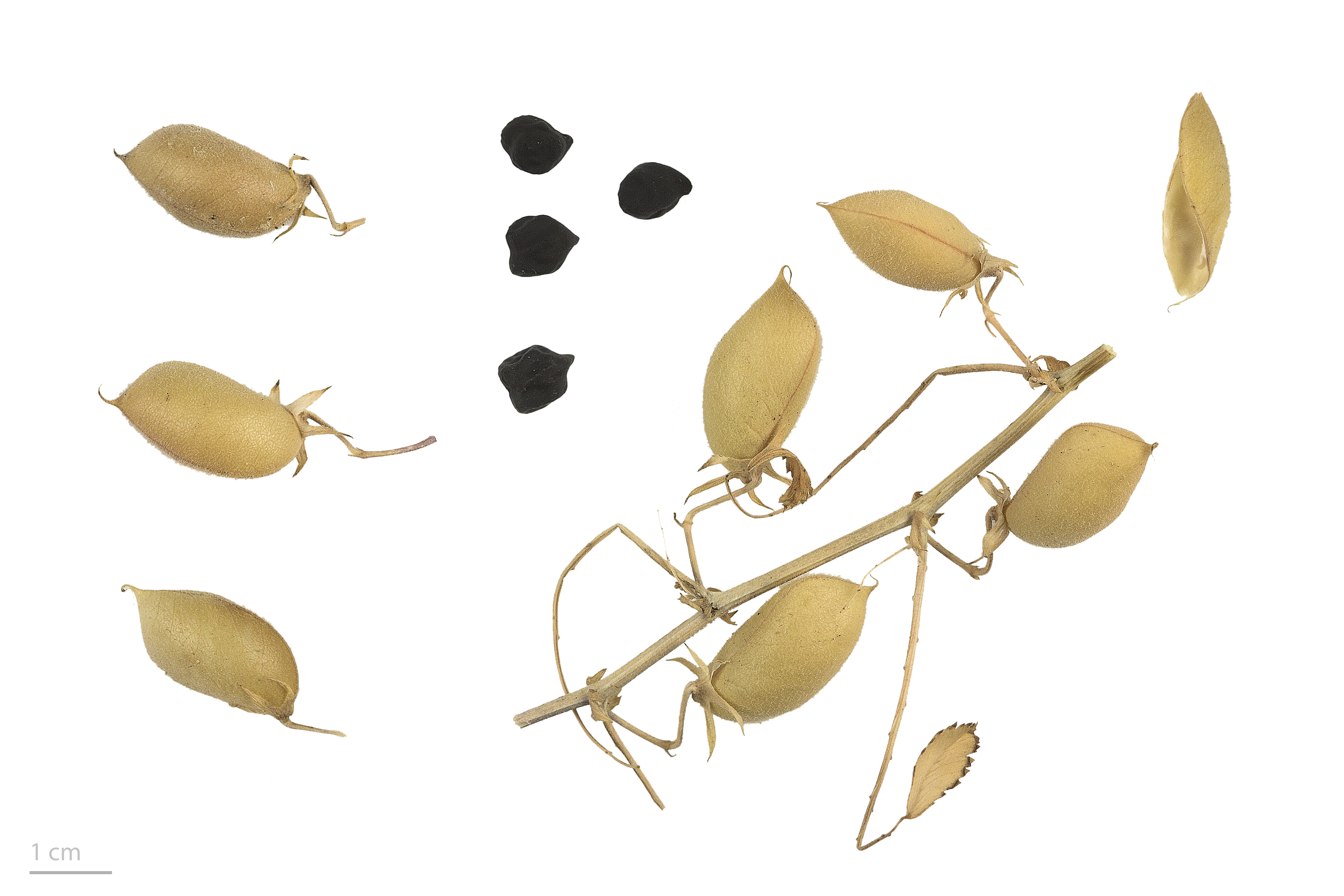
Cicer arietinum noir

병아리콩은 콩과에 속하는 식물로 이집트콩이라고도 한다. 씨의 전체적인 외관이 병아리의 머리 모양과 비슷한 특징이 있으며, 맛은 밤맛이 나고 풍부한 단백질을 보유하고 있다. 주로 중동 지역에서 자라며, 건조한 기후에서도 잘 자란다. 기원전 7,500년부터 재배되었으며, 인류 역사상 가장 먼저 재배된 콩류 중 하나이다.

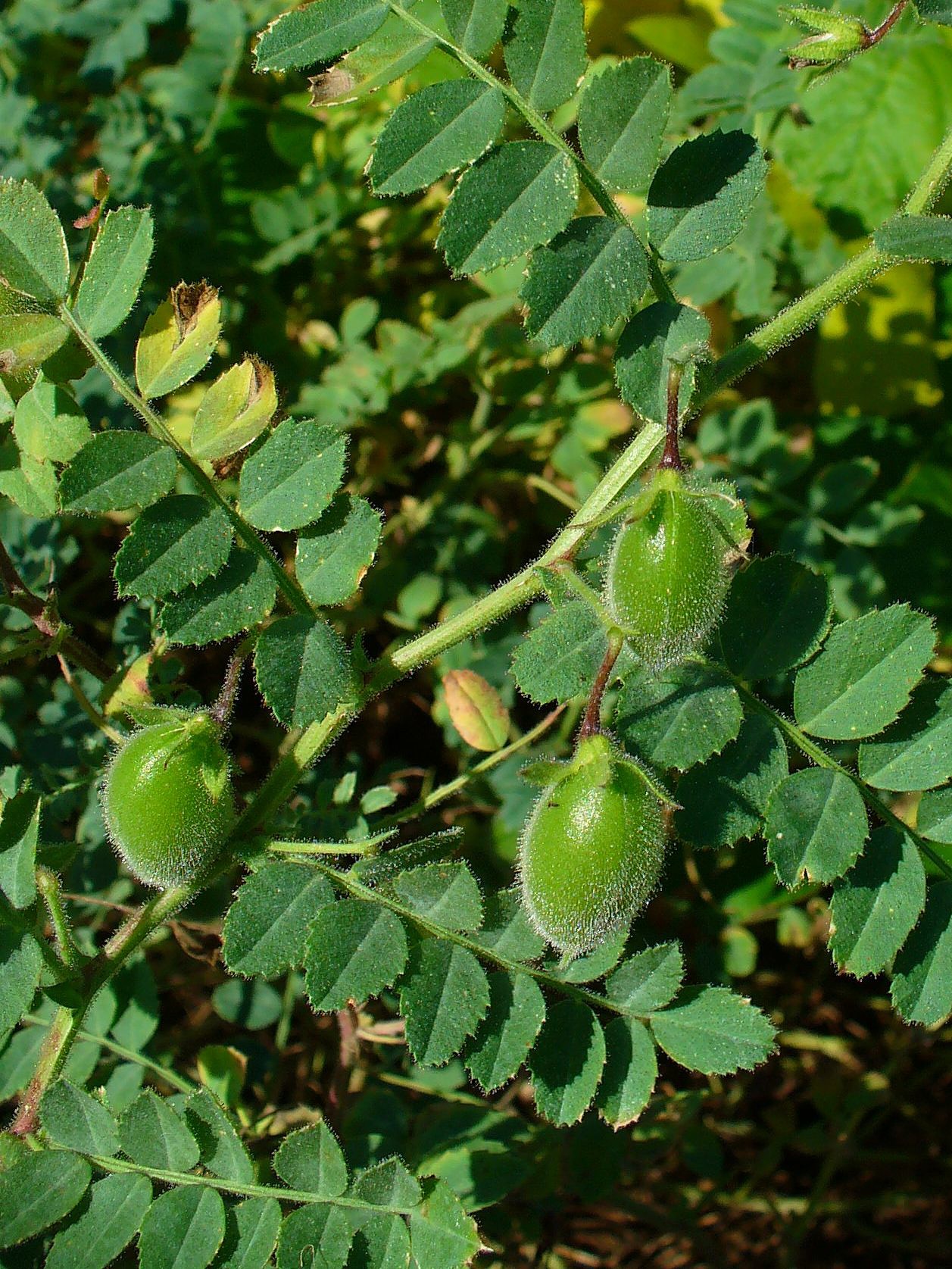
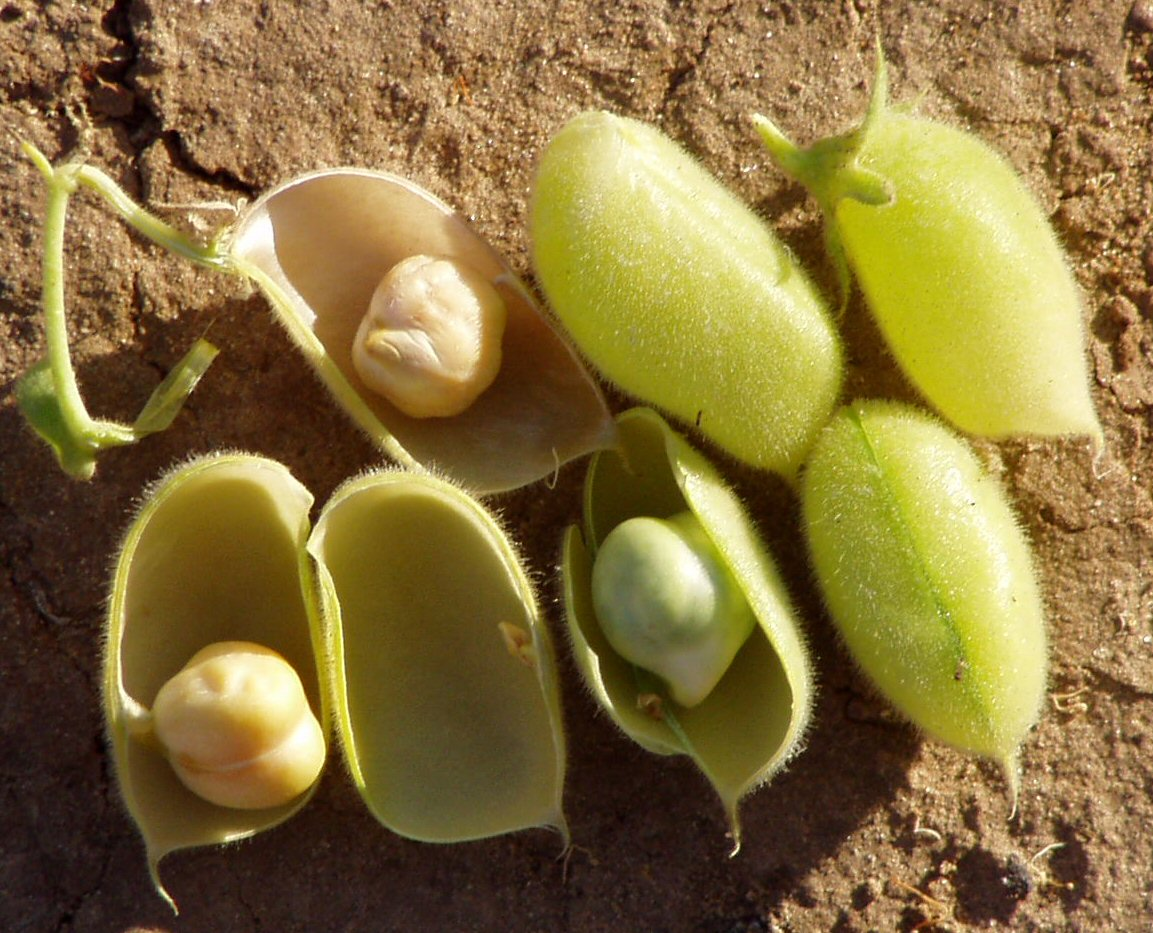
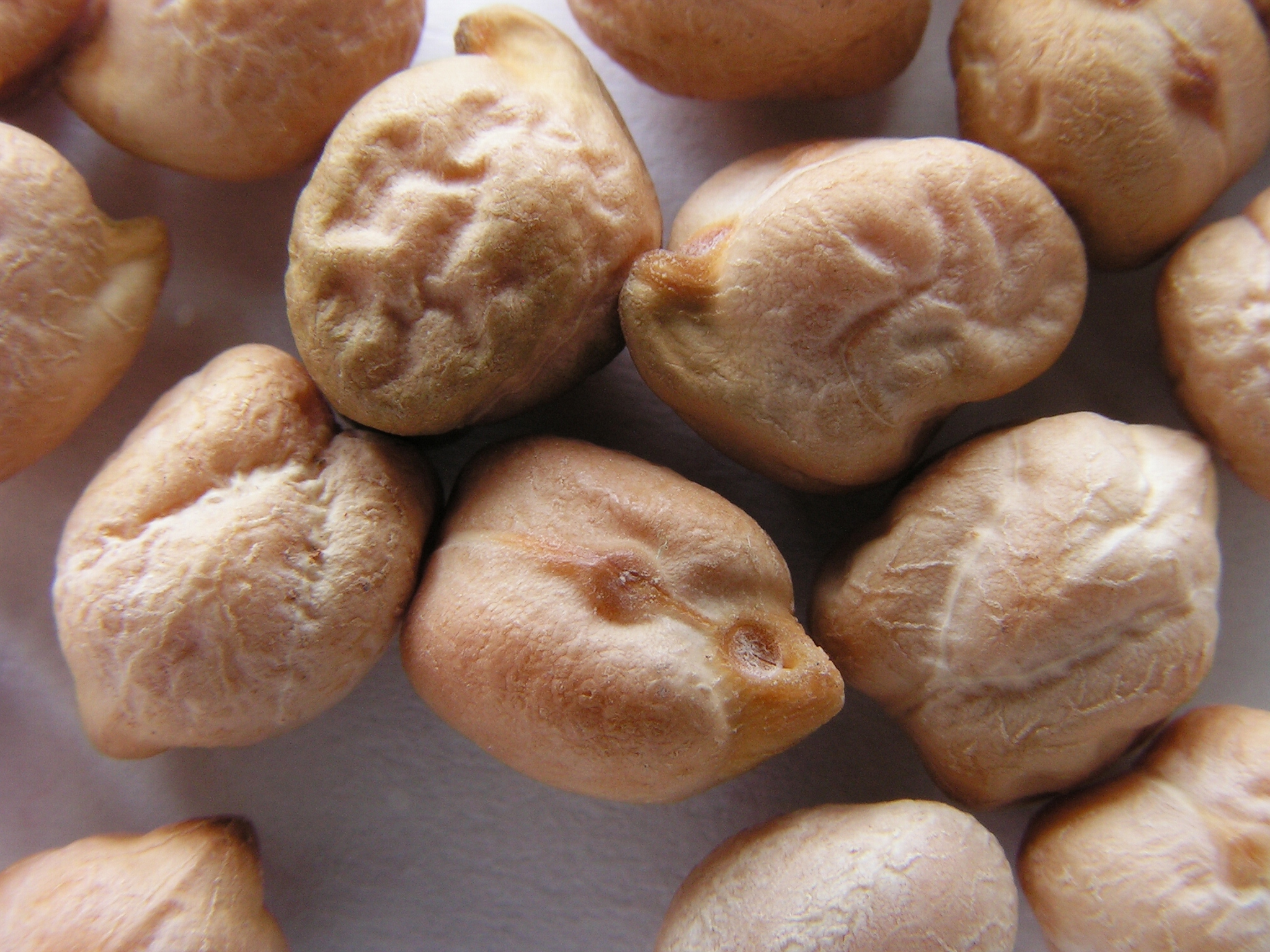

## 종류
여러 종류가 있으나, 흔히 볼 수 있는 것은 아래와 같다.
- 병아리콩: 껍질의 색이 희거나 노란색이며, 알이 굵고 식감이 부드럽다.
- 벵골콩: 껍질의 색이 검은 색을 띄며, 알이 작다. 껍질을 벗겨 반으로 가른 짜개가 "차나 달(चना दाल)"이라 불리며 남아시아 요리에 흔히 쓰인다.

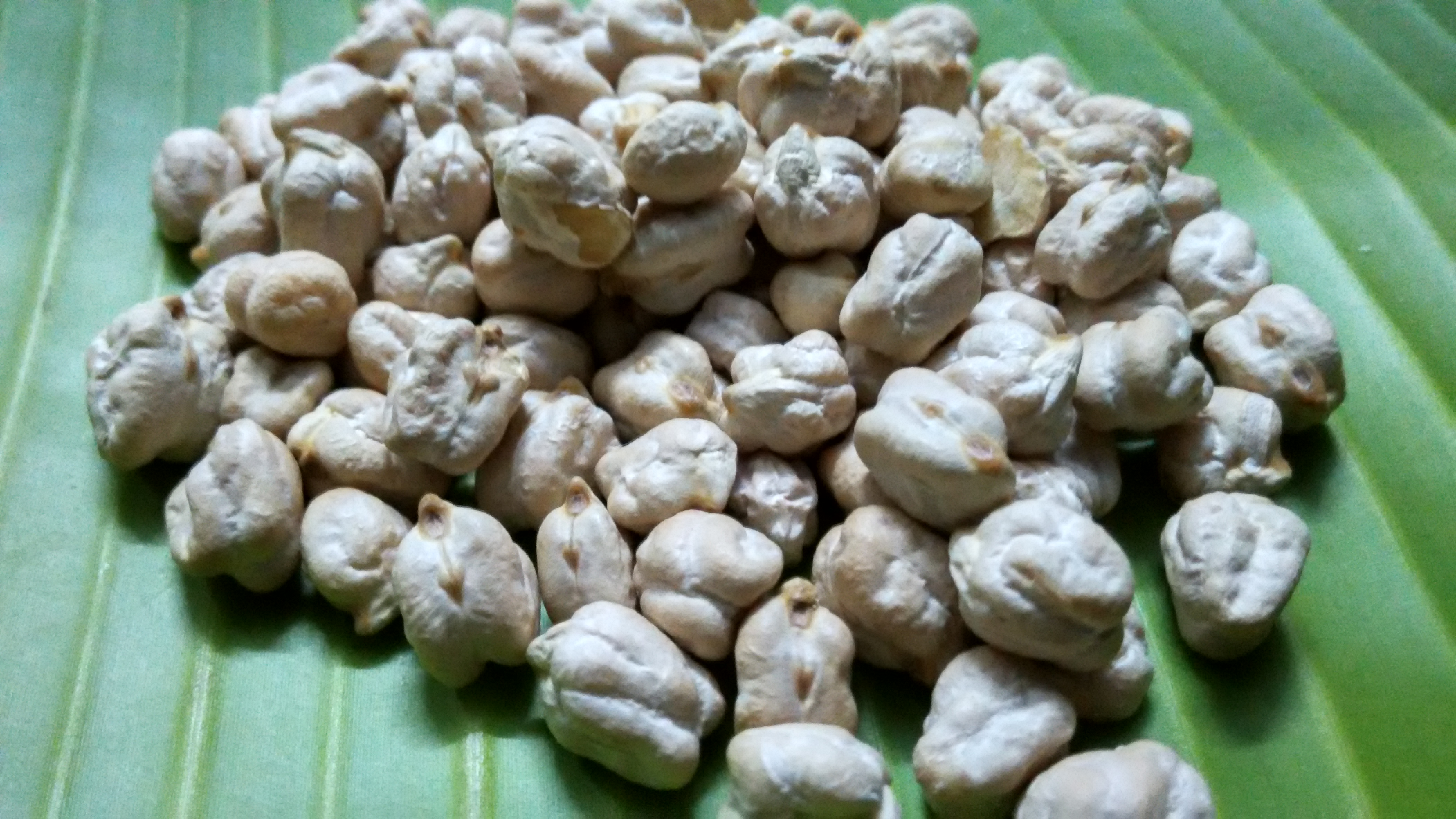
병아리콩
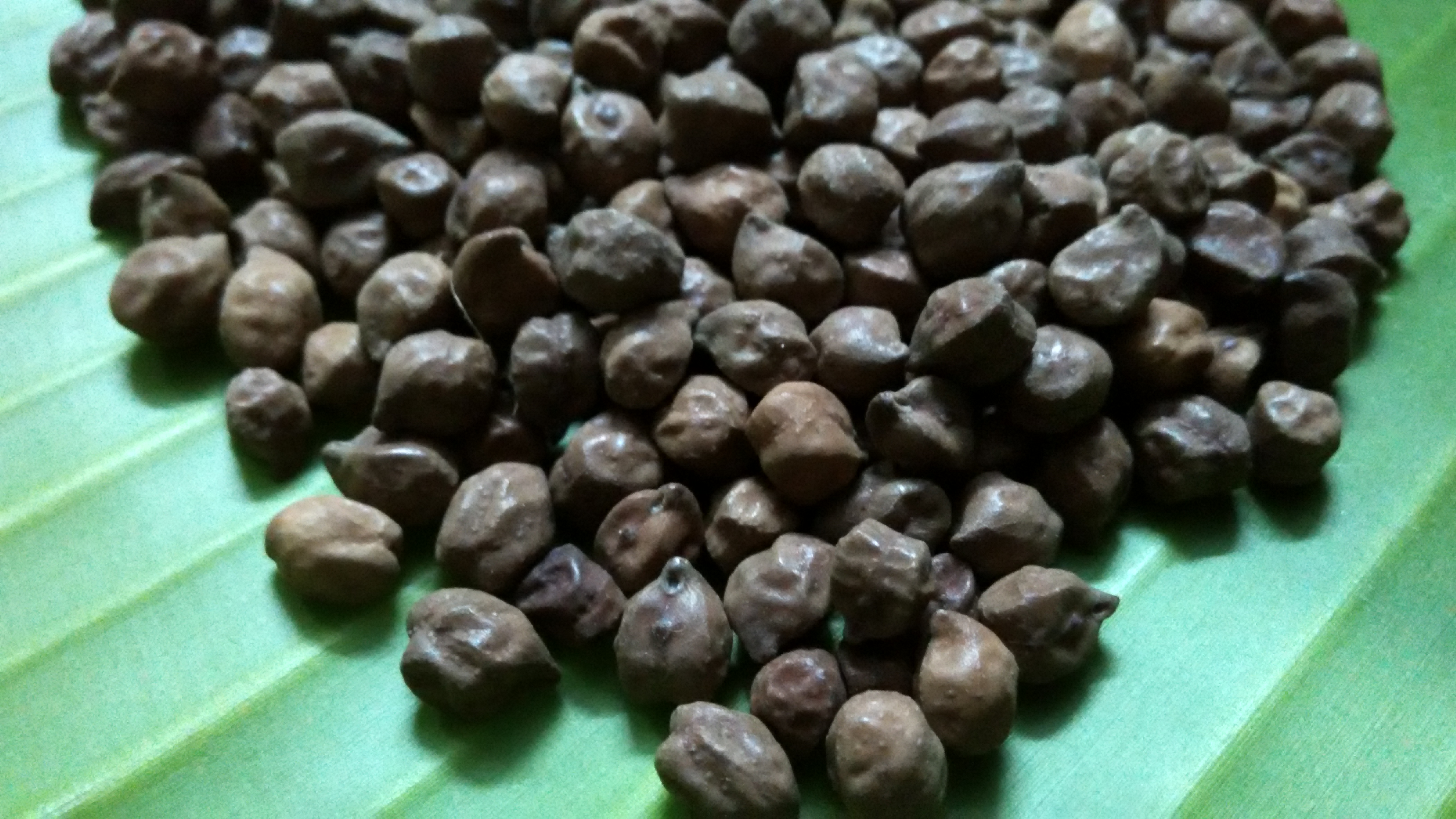
벵골콩
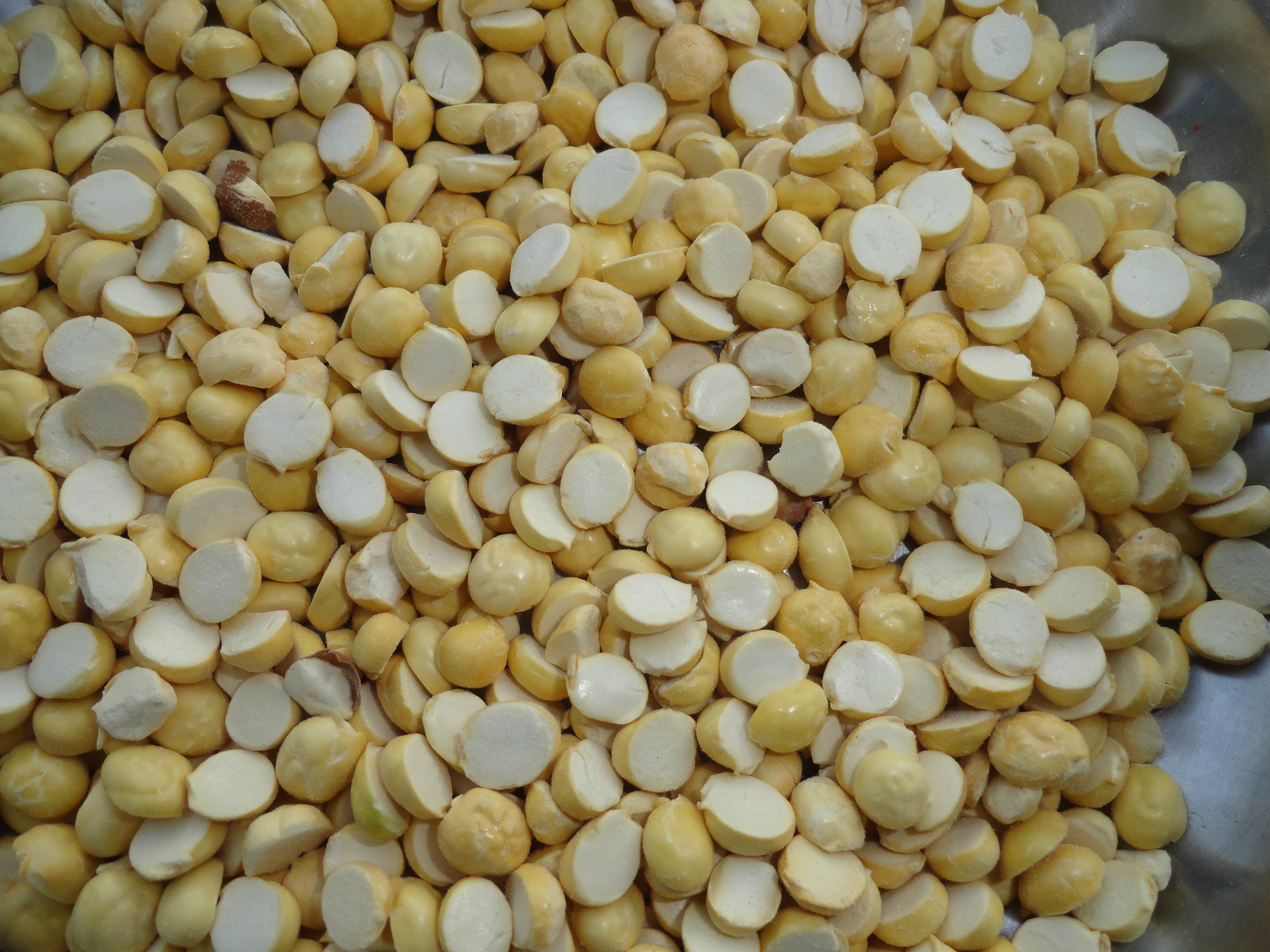
벵골콩 짜개

## 영양성분
병아리콩은 고영양 식품으로 특히 고단백질, 풍부한 섬유질을 함유하고 있다. 그 외에 여러 비타민, 미네랄이 풍부하다.
100g의 삶은 병아리콩은 164kcal의 열량을 가지고 있으며 무게대비 60%의 물, 27%의 탄수화물, 9%의 단백질, 3%의 지방을 함유하는데 특히 지방의 75%는 불포화지방산으로 이루어져있다.

## 소비
식품으로 주로 사용되며 동물의 사료로도 이용된다.
병아리콩을 이용한 것으로 잘 알려진 것으로 훔무스가 있는데 병아리콩, 타히니, 올리브기름, 레몬주스, 소금, 마늘 등을 섞어 으깬 소스이며, 레바논이나 이집트 등 중동의 향토음식이다. 단백질의 비중이 높고 지방이 적다. 훔무스는 연한 노란색에 무스 형태의 되직한 질감으로, 고소한 맛을 내며 빵에 발라먹는 용도로 사용한다. 병아리콩을 삶거나 쪄낸 다음 올리브 오일과 각종 향신료를 섞어 함께 갈아내어 만든다. 이때 얼마나 더 오래 가느냐에 따라 더 씹히는 식감 혹은 매끄러운 식감으로 바뀐다.
혹은 불린 병아리콩을 삶아 샐러드에 넣어 먹거나 인도식 카레에 렌즈콩과 같은 용도로 들어간다. 그 외에 두부를 만들거나 스낵을 만드는 재료로도 쓰인다.
인도에서는 덜자란 병아리콩을 줄기에 달린 상태로 거리에서 파는데 깍지를 까서 간식삼아 먹기도한다.

## 역사
Cicer reticulatum은 병아리콩의 야생종 선조이며 최근에는 튀르키예 동남부에서만 자란다. 여기에서는 농민들에 의해 작물화된 것으로 본다. 그 기원은 기원전 7000년까지 거슬러 올라갈 수 있다. 작물화된 병아리콩은 튀르키예와 레반트(Levant) 즉 차외뉘(Çayönü), 하실라르(Hacilar), 텔 엣술탄(Tell es-Sultan)(예리코Jericho)에서는 Pre-Pottery Neolithic B 지구에서 발견되어 왔다. 이후 병아리콩은 약 기원전 6000년경 지중해 지역으로 확산되었고 기원전 3000년경에는 인도까지 확산되었다.
프랑스 남부 라뵈라도(L'Abeurador)의 한 동굴에서는 중석기시대(Mesolithic era) 지층에서 병아리콩이 발굴되었는데, 방사성탄소동위원소 검사 결과 기원전 6790±90년 경의 것으로 추정되었다. 그리스 테살리(Thessaly), 카스타나스(Kastanas), 레르나(Lerna), 디미니(Dimini)의 후기 신석기시대 유적에서 기원전 3500년경 것으로 보이는 병아리콩들이 발견되었다.
병아리콩은 서기 800년경 샤를마뉴 대제(Charlemagne)의 Capitulare de villis에서 cicer italicum이라고 적혀 있는데, 각 영지에서 재배되었다. 알베르투스 마그누스(Albertus Magnus)는 적색, 백색, 흑색 변종들을 언급하였다. 17세기 식물학자 니콜라스 쿨페퍼(Nicholas Culpeper)는 "chick-pease" 혹은 "cicers"가 콩(peas)보다는 "방귀가 덜 나오고(less windy)" 보다 영양이 풍부하다고 기록하였다. 고대인들 역시 정액과 모유 생산을 늘려주고 월경과 방뇨를 유도하며 결석 치료에 도움에 된다고 하여 병아리콩을 비너스(Venus)에 연결시켰다. "White cicers"는 특히 강하고 유익하다고 여겨졌다.
1793년, 한 독일 작가는 유럽에서 곱게 갈아 구운 병아리콩이 커피 대용으로 사용된다고 기록하였다. 1차 대전(World War I) 당시, 병아리콩은 독일 일부 지역에서는 커피 대용품으로 재배되었다. 지금도 커피 대용으로 사용되고 있다.

### 게놈시퀀싱
병아리콩의 게놈시퀀싱(genome sequencing)은 일부 야생종을 포함하여 병아리콩 90종 게놈 유형으로 정해졌다. 반건조열대 지역을 위한 국제 작물 연구원(International Crops Research Institute for the Semi-Arid Tropics, ICRISAT)이 주도하고 20개의 연구 기관들이 협동함 연구에서 CDC Frontier, 즉 카불리 병아리콩 변종(kabuli chickpea variety)을 시퀀싱하였고, 28,000개 이상의 유전자와 일부 백만개의 유전자표지(genetic marker)를 찾아내었다.

### 변종
병아리콩의 변종은 다양하다.
- 데시형(Desi Type) : 작고 황색 혹은 흑색이며 쭈글쭈글한 낱알형이다. 인도에서 주로 재배된다.
- 굴라비형(Gulabi Type) : 중간 크기의 매끈하고 둥근 낱알이다.
- 카불리형(Kabuli Type) : 중간 혹은 크고 둥글며 주름진 낱알이다. 지중해, 중남미에서 재배된다.

교잡으로 자연선택된 만큼 많은 변종들을 획득하였다. 특히 병아리콩 소비가 큰 국가들에서 그렇다. 스페인에서는 스페인만 가지고 있는 변종이 있다.
파르돈(Fardón), 푸체로(Puchero), 알카사바(Alcazaba), 부헤오(Bujeo), 페드로시야노 레초소(Pedrosillano Lechoso), 블랑코 안달루스(Blanco andaluz), 혹은 가르반소 데 발세카(Garbanzo de Valseca), 혹은 가르반소 데 푸엔테사우코(Garbanzo de Fuentesaúco)가 있다.  세르반테스(Cervantes)의 작품에서 혹은 세르반테스 본인은 가르반소 피코 파르달(garbanzo Pico Pardal)이라고 더욱 자주 언급한다.

## 주요 산지 및 생산량
병아리콩의 주요 재배지는 인도, 파키스탄, 호주, 중동지역, 서부아시아, 아프리카 북부 등이며 특히 인도는 최대 생산 소비국이다.

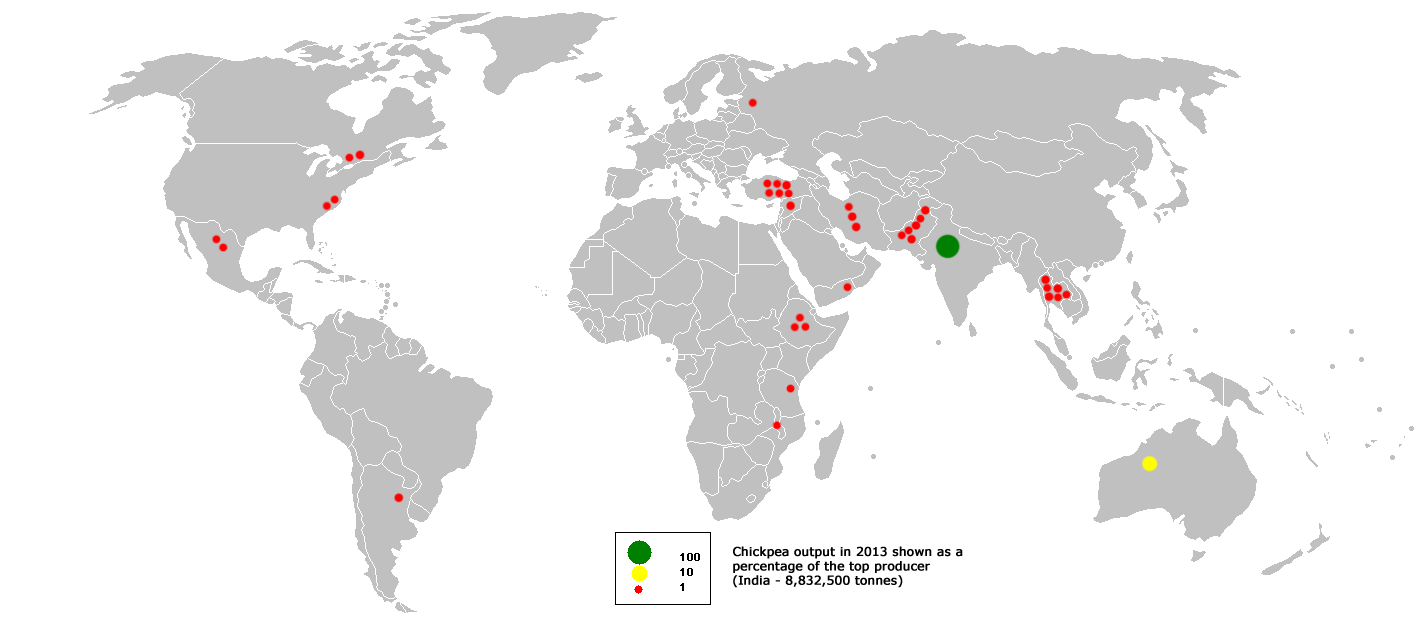
2013년 병아리콩 생산량

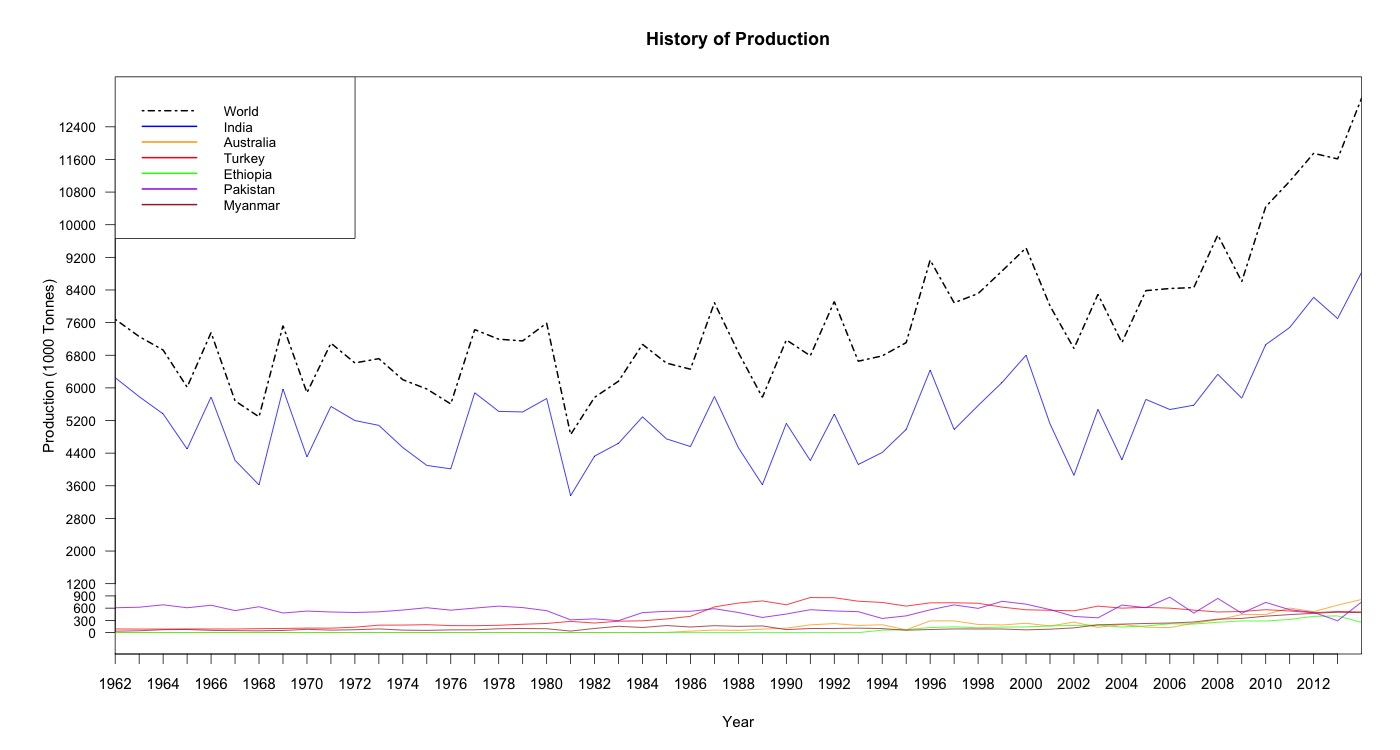
1961년부터 2013년까지의 병아리콩 생산

아래의 도표는 그 생산량의 영문자료이다.
| 순위 (2013) | 국가           | 2010       | 2011       | 2012       | 2013       |
| ----------- | -------------- | ---------- | ---------- | ---------- | ---------- |
| 1           | 인도           | 7,480,000  | 8,220,000  | 7,700,000  | 8,832,500  |
| 2           | 오스트레일리아 | 602,000    | 513,338    | 673,371    | 813,300    |
| 3           | 파키스탄       | 561,500    | 496,000    | 291,000    | 751,000    |
| 4           | 튀르키예       | 530,634    | 487,477    | 518,000    | 506,000    |
| 5           | 미얀마         | 441,493    | 473,102    | 500,000    | 490,000    |
| 6           | 에티오피아     | 284,640    | 322,839    | 409,733    | 249,465    |
| 7           | 이란           | 267,768    | 290,243    | 315,000    | 295,000    |
| 8           | 멕시코         | 131,895    | 72,143     | 271,894    | 209,941    |
| 9           | 캐나다         | 128,300    | 90,800     | 161,400    | 169,400    |
| 10          | 미국           | 87,952     | 99,881     | 151,137    | 157,351    |
| —           | 전 세계        | 10,897,040 | 11,497,054 | 11,613,037 | 13,102,023 |
|             |                | 출처: FAO  | 출처: FAO  | 출처: FAO  | 출처: FAO  |

## 재배
고온 건조한 환경에서 잘 재배되며 특히 수확시기에 건조한 기후여야 한다. 그렇지 않으면 꼬투리 상태에서 발아되는 경우가 생기며 그 외에도 곰팡이에 의한 병해를 입을 수 있다.

## 같이 보기
- 콩